# 古斯塔夫·朗格

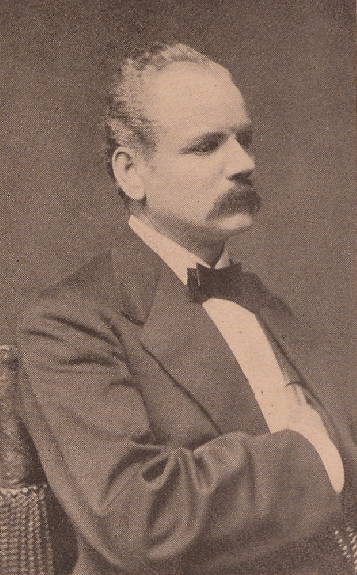
古斯塔夫·朗格

古斯塔夫·朗格（德語：Gustav Lange；1830年8月13日—1889年7月20日）是一位德国作曲家。

## 生平及作品
古斯塔夫·朗格于1830年生于普鲁士帝国萨克森省，靠近埃尔福特的施韦尔施泰特。他一生中创作了大量作品，如钢琴独奏《Edelweiß》（Op.31）和《Blumenlied》（Op.39）（中文译名《花之歌》）也许是他最广为人知的两首乐曲。
古斯塔夫·朗格于1889年逝于韦尼格罗德。